# اسکارلت (آلبوم دوجا کت)
اسکارلت (به انگلیسی: Scarlet) چهارمین آلبوم استودیویی رپر و خواننده آمریکایی دوجا کت می‌باشد که از سوی کموساب و آرسی‌ای رکوردز در ۲۲ سپتامبر ۲۰۲۳ منتشر گردید. دوجا کت که از موسیقی پاپ ناامید شده و از تردید منتقدان در مورد جایگاهش به‌عنوان یک رپر ناراضی بود، با الهام از این تجربیات تصمیم به ساخت دنباله‌ای «مردانه» برای سومین آلبومش، پلنت هر (۲۰۲۱) گرفت. این آلبوم که نخستین پروژهٔ وی بدون حضور هنرمندان مهمان از زمان انتشار اولین ئی‌پی خود، پوررر! (۲۰۱۴) می‌باشد، نشانه‌ای از فاصله گرفتن از صداهای پاپ‌محور آلبوم قبلی‌اش است و عمدتاً بر رپ تمرکز دارد.
آلبوم اسکارلت دو تک‌آهنگ تولید کرد. تک‌آهنگ اصلی آن «شهر را قرمز رنگ کن» موفقیت تجاری عظیمی به‌دست آورد و اولین شمارهٔ یک دوجا کت در بیلبورد هات ۱۰۰ ایالات متحده، جدول تک‌آهنگ‌های بریتانیا، ۲۰۰ آهنگ جهانی بیلبورد و چندین چارت ملی دیگر در سراسر جهان شد. از آن، تک‌آهنگ «آگورا هیلز» وارد جمع ده تک‌آهنگ برتر شد. تک‌آهنگ‌های تبلیغاتی این آلبوم شامل «توجه»، «شیاطین» و «بالوت» بودند.
اسکارلت به رتبهٔ چهارم در جدول بیلبورد ۲۰۰ ایالات متحده رسید و سومین حضور دوجا کت در جمع ده آلبوم برتر این جدول را رقم زد. این آلبوم به‌طور عمده نقدهای مثبتی از سوی منتقدان دریافت کرد؛ بسیاری از آنان از تولید، ترانه‌سرایی و تنوع آن نسبت به آثار پیشین او تمجید کردند. برای پشتیبانی از این آلبوم، دوجا کت نخستین تور سالن‌های بزرگ خود را با عنوان تور اسکارلت راه‌اندازی کرد. نسخهٔ بازنشر این آلبوم با عنوان اسکارلت ۲ کلود در تاریخ ۵ آوریل ۲۰۲۴ منتشر شد.

## اسکارلت ۲ کلود
اسکارلت ۲ کلود (به انگلیسی: Scarlet 2 Claude) نسخهٔ دیلاکس چهارمین آلبوم دوجا کت، اسکارلت (۲۰۲۳) می‌باشد که از سوی کموساب و آرسی‌ای رکوردز در ۵ آوریل ۲۰۲۴ منتشر گردید. نسخهٔ بازنشرشده شامل هفت قطعهٔ جدید است و با حضور مهمانانی چون ایسپ راکی و تیزو تاچ‌داون همراه است. این نسخه با تک‌آهنگ «اوکی‌بازنده» پشتیبانی شد.